# Camazulenă
Camazulena este o hidrocarbură derivată de azulenă, de tip sescviterpenă biciclică, cu o culoare albastră-violet. Se găsește în diverse specii de plante, precum mușețel  (Matricaria chamomilla), pelin (Artemisia absinthium) și coada șoricelului (Achillea millefolium). Este biosintetizată din matricină:

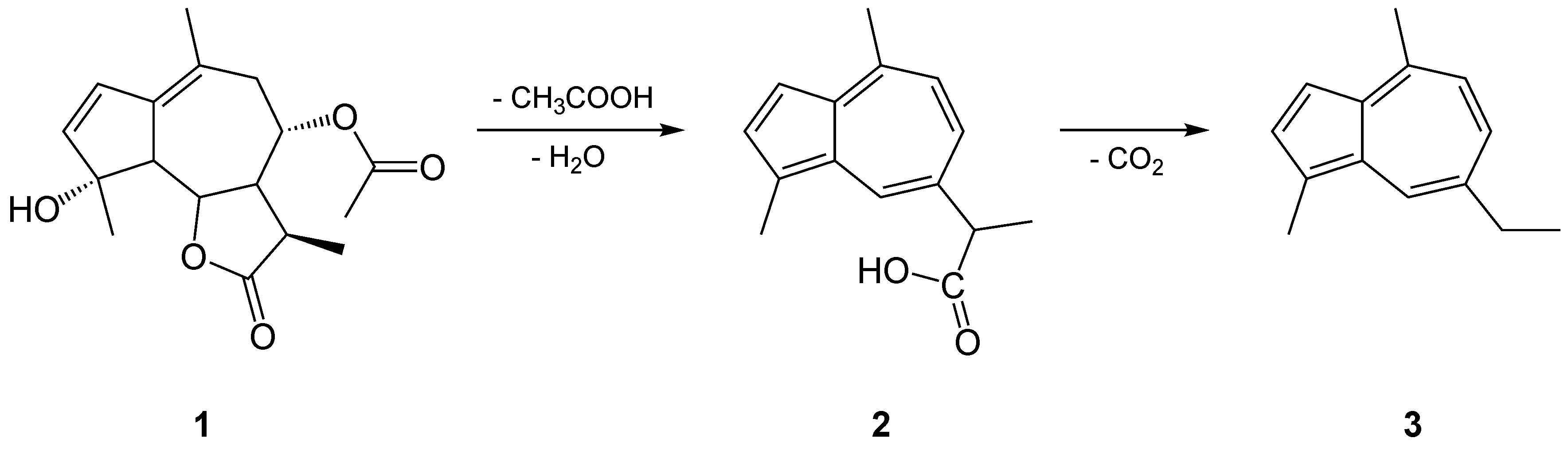
Biosinteza camazulenei (3) din matricină (1) printr-un intermediar acid carboxilic al camazulenei (2).

Camazulena are proprietăți antiinflamatoare in vivo și inhibă izoenzima CYP1A2.